# Andreas Schockenhoff
Andreas Schockenhoff, né le 23 février 1957 à Ludwigsbourg et mort le 13 décembre 2014 à Ravensbourg, est un homme politique allemand de l'Union chrétienne-démocrate d'Allemagne (CDU).

## Biographie
Député du Bade-Wurtemberg au Bundestag de 1990 à sa mort, il était « partisan de l'amitié franco-allemande » et « l'un des élus du Bundestag les plus critiques envers la politique du Kremlin ».
Son corps a été retrouvé dans le sauna de son domicile.